# Peavey
Peavey Electronics Corporation é uma empresa estadunidense que fabrica equipamentos de som.
Hartley Peavey fundou a Peavey Electronics em 1965, tendo construído o seu primeiro amplificador em 1957. A Peavey Electronics é uma empresa privada.[carece de fontes?]
Em 2011, a Inc. Magazine traçou o perfil da história de sucesso global do inovador musical e áudio Hartley Peavey e Peavey Electronics Corporation. "Hartley Peavey sonhava em tornar-se uma estrela do rock", escreveu Kasey Wehrum da Inc. "Embora lhe faltassem as costeletas para se tornar o próximo Chuck Berry, o seu nome foi gravado no panteão da história do rock 'n' roll".
Em 2014, a Peavey encerrou as suas operações de distribuição e fabricação no Reino Unido, alegando que o custo mais baixo e as técnicas avançadas de fabricação chinesas tornavam as fábricas do Reino Unido insustentáveis.
Jerry Cantrell da Alice in Chains utiliza o amplificador da Peavey. Durante a conversa com Van Halen, Cantrell perguntou a Eddie Van Halen, "if I could buy [one] off him at the end of the tour with them, and when I got home there were three full stacks and two guitars waiting for me".